# Amstelland

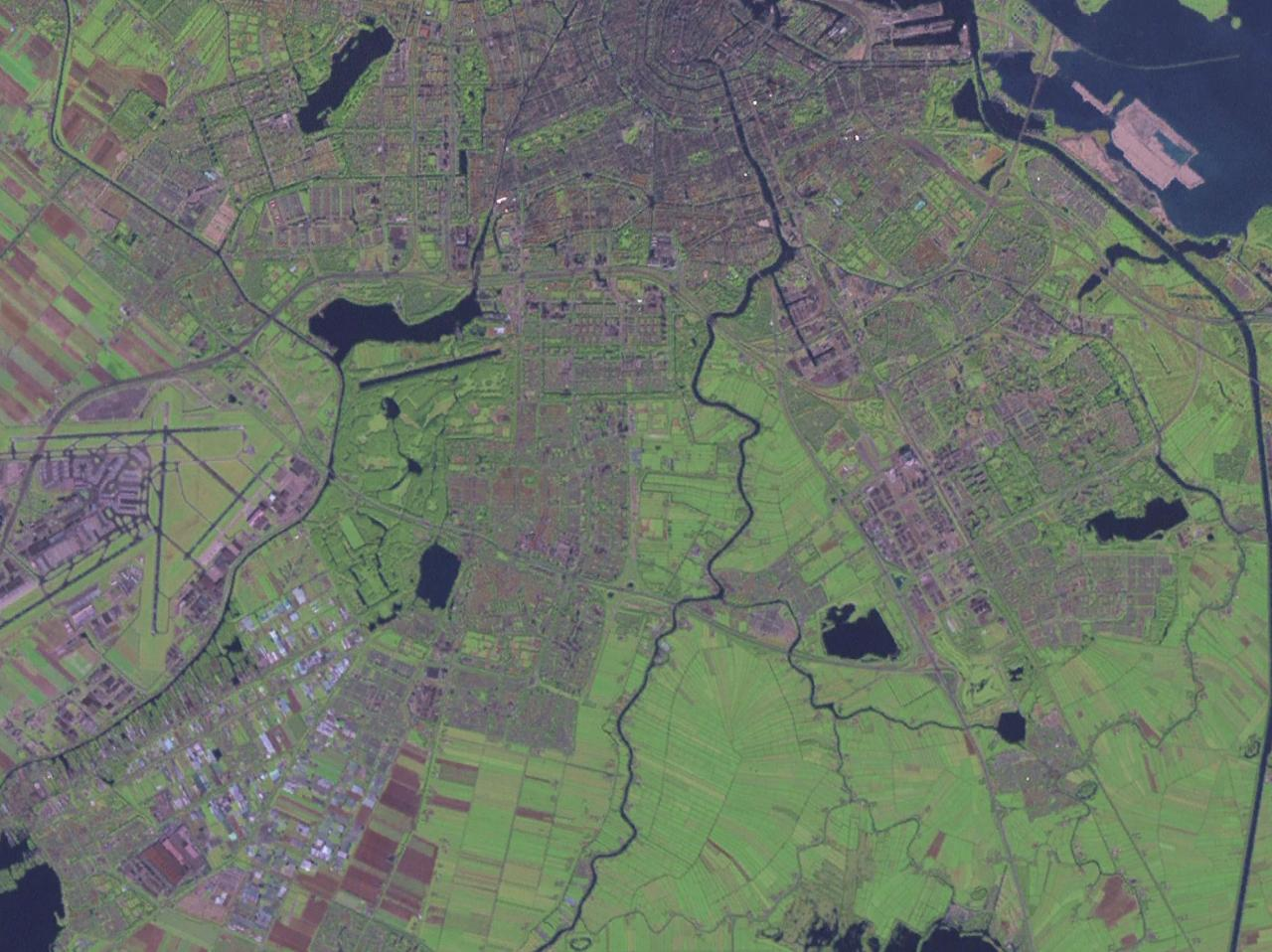
Photo satellite de l'Amstelland.

L'Amstelland (en néerlandais : pays de l'Amstel) est une région géographique de Hollande-Septentrionale, aux Pays-Bas. Il s'agit de la région située au sud d'Amsterdam, où coule le fleuve Amstel.
Entre 1807 et 1810, sous le royaume de Hollande, la province de Hollande-Septentrionale porte le nom de département de l'Amstelland.
Jean van Styrum en était le landdrost (préfet). Le 1er janvier 1811, Amstelland est intégré dans le Zuyderzée, département nouvellement créé, dont Van Styrum est le préfet intérimaire jusqu'au 11 février 1811.